# 大府西インターチェンジ
大府西インターチェンジ（おおぶにしインターチェンジ）は、愛知県大府市にある知多半島道路のインターチェンジ。

## 概要
半田方面への入口と同方面からの出口のみをもつハーフインターチェンジである。このICを入ってすぐのところに大高料金所があるため、料金所は設置されていない。
伊勢湾岸自動車道豊田方面から当ICに乗り入れる場合、国道302号に降りることなく大府ICからランプウェイで直接つながっている。一方、伊勢湾岸自動車道四日市方面から連絡の場合は、大府IC出口から国道302号を経由して当ICに流入する。逆に知多半島道路から伊勢湾岸自動車道豊田方面、名二環に連絡する場合は必ず国道302号を経由して各方面の大府IC入口に向かう。なお、このICから名古屋高速には連絡しないため、該当する車両は当該ICより1つ先の大高インターチェンジ（大高出入口）から流出入する。

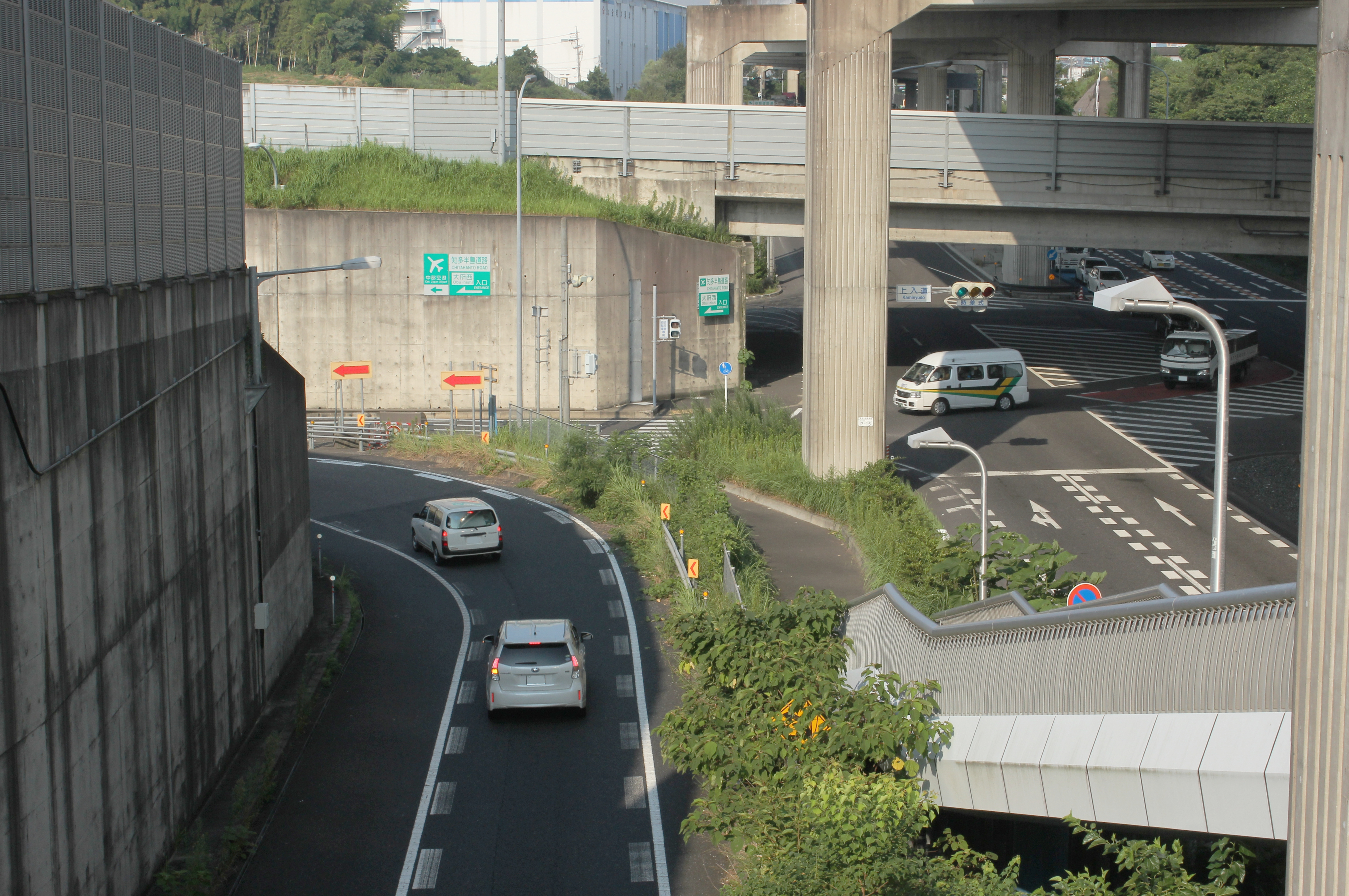
豊田方面からの伊勢湾岸自動車道大府IC出口は直接当ICとランプウェイで結ばれる（右道路は国道302号）
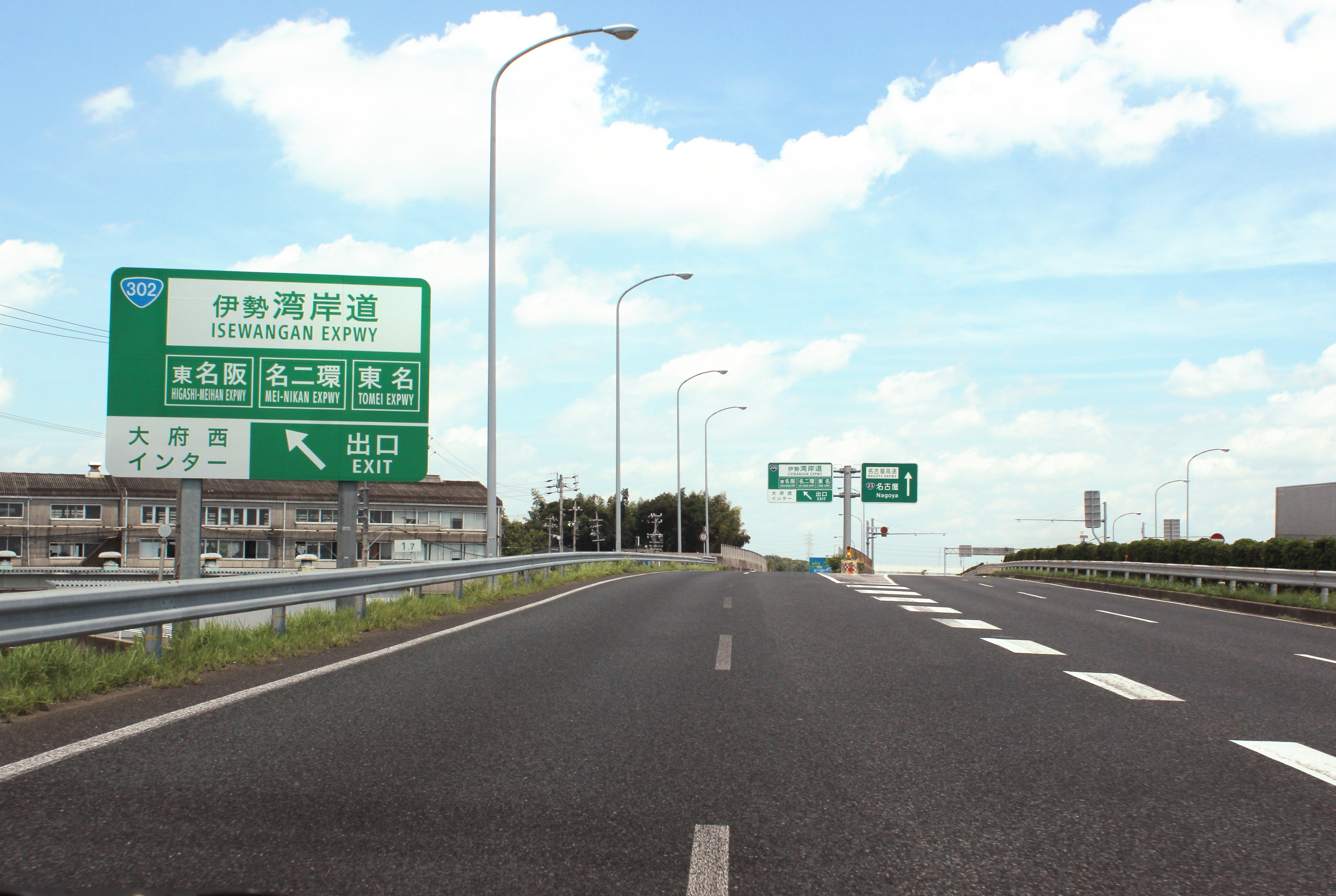
大高料金所通過後、ただちに大府西インターの分岐路が現れる
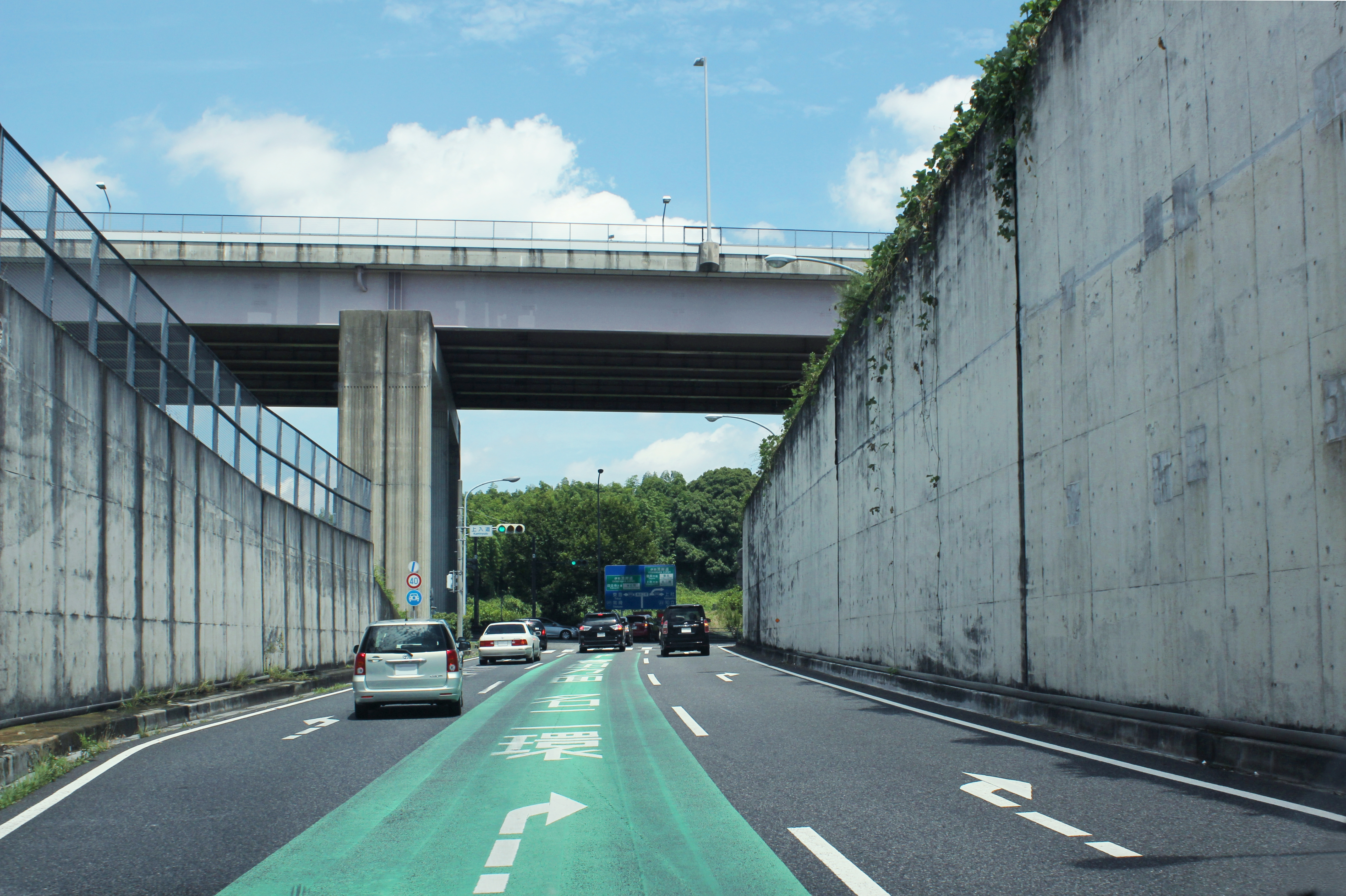
出口ランプから国道302号を望む。名二環・伊勢湾岸自動車道豊田方面は中央の車線を通る

## 歴史
- 1994年（平成6年）9月 - 大府北IC新設事業変更許可[1]。
- 1998年（平成10年）
  - 2月18日 - IC名称を大府西ICに変更[2]。
  - 3月30日 - 大府西IC供用開始[2]。
- 2016年（平成28年）10月1日 - 愛知県道路公社から愛知道路コンセッションに移管。

## 接続する道路
- 直接接続
  - 国道302号（名古屋環状2号線）
  - E1A 伊勢湾岸自動車道 大府IC（豊田方面から知多半島道路に乗り入れる場合のみ）
- 間接接続
  - 伊勢湾岸自動車道

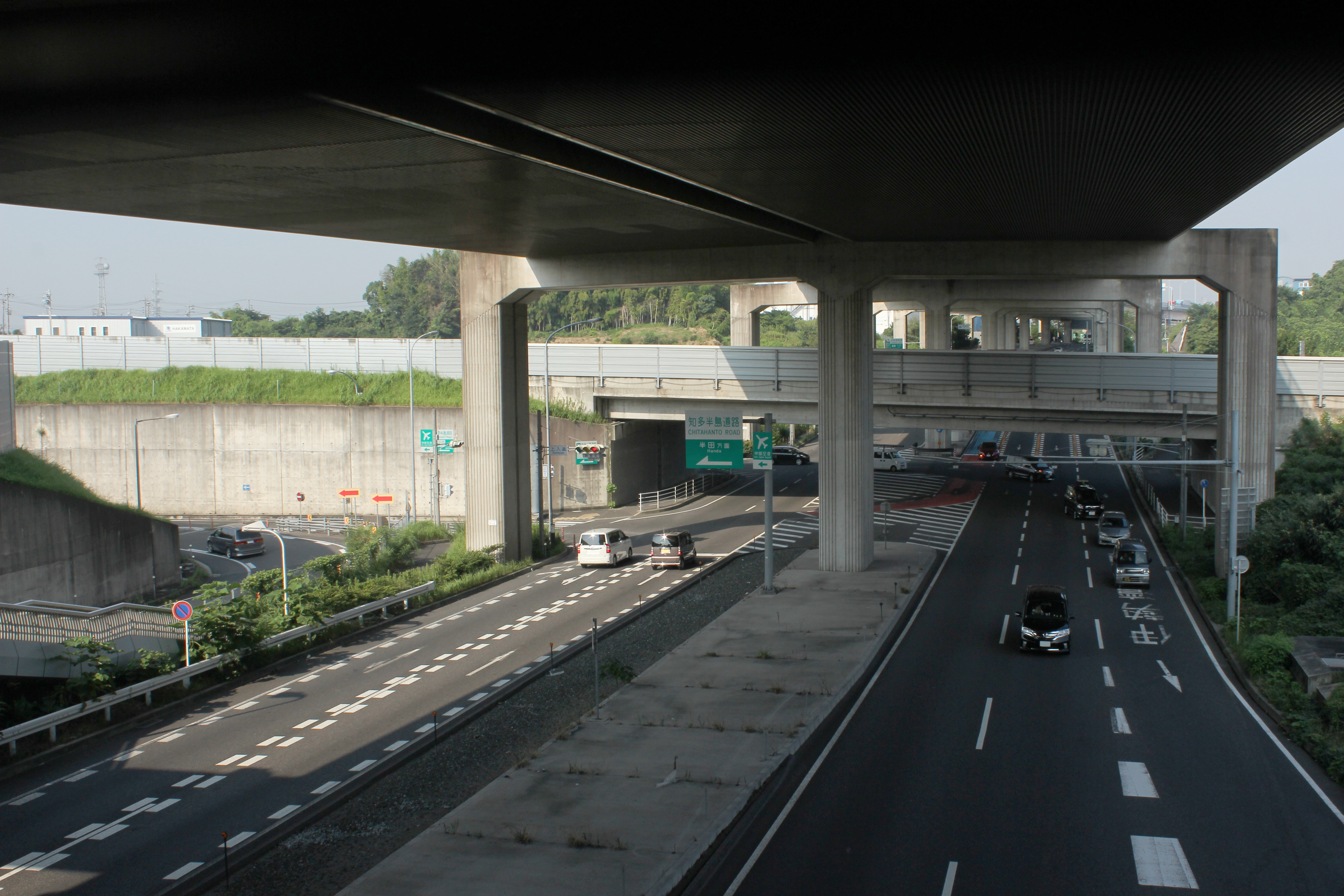
国道302号と接続（上入道交差点）

## 周辺
- 愛知県上野浄水場
- 円通寺

## 隣
E87 知多半島道路
大高IC - 大府西IC - 大高TB - 大府PA - 大府東海IC